# エヴァン・ディマス
エヴァン・ディマス・ダルモノ（インドネシア語: Evan Dimas Darmono、1995年3月13日 - ）は、インドネシアのサッカー選手。インドネシア代表。ポジションはMF。その才能の高さからミトラ・スラバヤ、プルセバヤ・スラバヤ時代のチームメイトによってアナッ・アヤイブ（Anak Ajaib、「神童」の意）という愛称で呼ばれる。

## クラブ歴

### ユース
東ジャワ州スラバヤに生まれた。地元のSSBサーサナ・バクティのユースに2年在籍した後、SSBミトラ・スラバヤのユースに移籍。インドネシアの若手選手のFCバルセロナを訪れるメンバーに選ばれてスペインにも行った。

### プルセバヤ・スラバヤ
2014年11月11日にプルセバヤ・スラバヤと4年契約を締結。同月、Aリーグのブリスベン・ロアーFCが1年のレンタル移籍での彼の獲得に興味を示したが実現はしなかった。12月10日の練習試合で初得点を記録した 。公式戦初出場は翌2015年4月5日に行われたミトラ・クカール戦で、85分にシスワントと交代で出場した。

### スペイン
2015年7月31日にプルセバヤ・スラバヤのマネージャー、ゲデ・ウィディアデは彼がリーガ・エスパニョーラのセグンダ・ディビシオンのクラブのトライアルに参加すると言及した。8月10日にそのクラブがUEリャゴステラであり期間が1週間である事が明らかになった。
2016年2月3日にも再びスペインにトレーニングプログラムで渡り、RCDエスパニョールのBチームで4ヶ月を過ごす事となった。彼はリーガ・エスパニョーラの各国の若手選手に機会を与えるプログラムに招聘された初めての選手となったが、無念にもトレーニングプログラム半ばで負傷してしまいステップアップとはならなかった。2016年6月にインドネシアに帰国した。

### バヤンカラ
帰国後はバヤンカラFCに加入した。

### セランゴール
2017年11月にはマレーシア・スーパーリーグに所属するセランゴールFAへの移籍話が出て、12月2日に1年契約でイルハム・アルマイユンと共に移籍が決定した。

### バリト・プトラ
2018年12月26日、PSバリト・プトラに移籍した。

### プルシジャ・ジャカルタ
2020年、プルシジャ・ジャカルタに移籍した。

## 代表歴
U-17代表とU-19代表では主将を務め、2012年、2013年のHKFAインターナショナル・ユース・インヴィテーション、AFF U-19ユース選手権2013を制した。AFF U-19ユース選手権では5得点で得点王にも輝いた。また、2013年のHKFAインターナショナル・ユース・インヴィテーションでも2得点している。2013年10月にはU-19代表でAFC U-19選手権2014予選グループGを3戦3勝で勝ち抜き本戦進出を決めた。この3試合の中には前回王者である大韓民国U-19代表戦の3-2での勝利もあり、彼はこの試合でハットトリックを決めている他、1得点を決めて4得点の貢献をした。本戦に先だって行われたハサナル・ボルキア・トロフィー2014を含む国際サッカー連盟非公式試合12試合と公式試合1試合の全てに彼は出場した。しかしAFC U-19選手権2014本戦では3戦全敗となり、2015 FIFA U-20ワールドカップへの出場に貢献する事は叶わなかった。
2014年11月11日に行われた東ティモール代表との非公式親善試合でインドネシアA代表初出場及び初得点を記録した。公式戦初出場となったのは同年11月28日に行われたラオス代表戦で、彼はこの試合でも得点とアシストを記録した。A代表としての出場経験を既に得た彼であるが、その後初めてU-23代表にも招集され、2015年2月10日に行われたシリアU-23代表戦でU-23代表初出場を記録した。その後、AFC U-23選手権2016予選と2015年東南アジア競技大会の2つの予行として行われた4試合に出場した。AFC U-23選手権2016予選では3試合1得点の結果を、2015年東南アジア競技大会では5試合4得点の結果を残した。

## その他
ゴールパフォーマンスで毎回サジダを行う敬虔なムスリムである。ドクター・ストモ大学で行政学を専攻する学生でもある。
プルセバヤ・スラバヤのユース時代からアイドルである彼は、好きな選手としてアンドレス・イニエスタの名前をあげている。

## 個人成績
2019年6月15日現在
代表での得点一覧
| #  | 日附           | 場所                                         | 対戦相手     | 得点 | 結果 | 大会                 |
| -- | -------------- | -------------------------------------------- | ------------ | ---- | ---- | -------------------- |
| 1. | 2014年11月28日 | ハノイ・ハンダイ・スタジアム                 | ラオス       | 1–0  | 5–1  | 2014 AFFスズキカップ |
| 2. | 2018年9月11日  | チカラン・ハンダイ・スタジアム               | モーリシャス | 1–0  | 1–0  | 親善試合             |
| 3. | 2019年6月15日  | ジャカルタ・ゲロラ・ブン・カルノ・スタジアム | バヌアツ     | 2–0  | 6–0  | 親善試合             |
| 4. | 2019年6月15日  | ジャカルタ・ゲロラ・ブン・カルノ・スタジアム | バヌアツ     | 2–0  | 6–0  | 親善試合             |

| インドネシア代表 | インドネシア代表 | インドネシア代表 |
| 年               | 出場             | 得点             |
| ---------------- | ---------------- | ---------------- |
| 2014             | 1                | 1                |
| 2015             | 0                | 0                |
| 2016             | 8                | 0                |
| 2017             | 2                | 0                |
| 2018             | 7                | 1                |
| 2019             | 4                | 2                |
| 計               | 22               | 4                |

## タイトル

### クラブ
バヤンカラ
- リーガ1: 2017

### 代表
U-19インドネシア
- AFF U-19ユース選手権: 2013

### 個人
- インドネシア・サッカー・チャンピオンシップA最優秀若手選手賞: 2016